# La Structure de l'iki
La Structure de l'iki (「いき」の構造, Iki no kōzō) est un livre de Kuki Shūzō paru en 1930. L'ouvrage pour lequel Shūzō est le plus connu est souvent considéré comme l’œuvre la plus créative de l'esthétique japonaise moderne. L'auteur fait valoir que l'idéal Edo du iki ou « chic » a une structure tripartite qui représente la fusion du « sentiment amoureux » (bitai) de la geisha, la « valeur » (ikuji) du samouraï et la « résignation » (akirame) du prêtre bouddhiste.